# Юн Джин Хи
Юн Джин Хи (кор. 윤진희; род. 4 августа 1986, Вонджу, Канвондо, Республика Корея) — южнокорейская тяжелоатлетка, выступающая в весовой категории до 53 кг. Серебряный призёр Олимпийских игр 2008 и бронзовый призёр Олимпийских игр 2016, бронзовый призёр чемпионатов мира.

## Биография
Начала заниматься тяжёлой атлетикой в средней школе Вонджу под влиянием друзей.
В 2008 году после Олимпийских игр Юн Джин Хи травмировала колено и остаток сезона была вынуждена пропустить.
В 2010 году из-за травмы плеча снова пропустила сезон. В это время Юн Джин Хи работала учителем физкультуры. К тренировкам приступила только в 2011 году. 
В начале 2012 года Юн Джин Хи объявила о своем уходе из спорта, потому что у неё не было мотивации продолжать после завоевания серебряной медали на Олимпийских играх 2008 года в Пекине. 
Юн Джин Хи вышла замуж за корейского штангиста Вон Джон Сика и в 2014 году решила вернуться в спорт для участия в Олимпийских играх 2016 года в Рио-де-Жанейро.
Лучшая тяжелоатлетка 2016 года в Республике Корея.

## Спортивные результаты
| Год  | Соревнование            | Место проведения | Весовая категория | Рывок   | Толчок   | Сумма двоеборья | Место |
| 2003 | Чемпионат мира          | Ванкувер         | до 53 кг          | 82,5 кг | 107,5 кг | 190 кг          | 9     |
| 2005 | Чемпионат мира          | Доха             | до 58 кг          | 95 кг   | 120 кг   | 215 кг          | 4     |
| 2006 | Чемпионат мира          | Санто-Доминго    | до 58 кг          | 94 кг   | 118 кг   | 212 кг          | 4     |
| 2007 | Чемпионат мира          | Чиангмай         | до 53 кг          | 94 кг   | 117 кг   | 211 кг          | 3     |
| 2008 | Летние Олимпийские игры | Пекин            | до 53 кг          | 94 кг   | 119 кг   | 213 кг          | 2     |
| 2009 | Чемпионат мира          | Коян             | до 53 кг          | 93 кг   | 116 кг   | 209 кг          | 3     |
| 2011 | Чемпионат мира          | Париж            | до 53 кг          | 87 кг   | 110 кг   | 197 кг          | 11    |
| 2015 | Чемпионат мира          | Хьюстон          | до 53 кг          | 83 кг   | 105 кг   | 188 кг          | 16    |
| 2016 | Чемпионат Азии          | Ташкент          | до 53 кг          | 86 кг   | 107 кг   | 193 кг          | 5     |
| 2016 | Летние Олимпийские игры | Рио-де-Жанейро   | до 53 кг          | 88 кг   | 111 кг   | 199 кг          | 3     |
| 2017 | Чемпионат мира          | Анахайм          | до 53 кг          | —       | —        | —               | DNF   |

## Семья
Муж Вон Джон Сик, чемпион мира по тяжёлой атлетике 2017. Две дочери, Ра Им и Ра Юл.